# Anthela sydneyensis
Anthela sydneyensis is een vlinder uit de familie van de Anthelidae. De wetenschappelijke naam van de soort is voor het eerst geldig gepubliceerd in 1929 door Strand.